# Oliver Huntemann
Oliver Huntemann (Hannover, 19 giugno 1968) è un disc jockey e produttore discografico tedesco.
Ha lavorato con numerosi artisti, tra i quali Underworld, The Chemical Brothers e Depeche Mode.

## Biografia
Cresciuto a Oldenburg, nel nord della Germania, Oliver Huntemann si è interessato alla musica contemporanea in tenera età. Ha iniziato a registrare programmi radiofonici e ad usare il giradischi. Inizialmente, Oliver Huntemann è stato fortemente influenzato dalla massiccia ondata nordamericana giovanile che ha attraversato l'Europa alla fine degli anni '70, con generi artistici tra i quali rap, graffiti e break dance e protagonisti della scena musicale come Afrika Bambaataa, Grandmaster Flash o Whodini; film come Beat Street o Wild Style hanno suscitato la sua curiosità per la breakdance e il ruolo del DJ.
Tra il 1984 e il 1990, Oliver Huntemann ha completato un apprendistato come tecnico elettronico presso la Marina tedesca, a cui hanno fatto seguito un tirocinio e poi un impiego come redattore in una rivista cittadina a Brema. Quando il genere musicale acid house è apparso nei club tedeschi alla fine degli anni '80, ha iniziato a organizzare i primi eventi di musica elettronica a Oldenburg. In una di queste serate ha incontrato il DJ Gerret Frerichs, con il quale ha dato vita al progetto Humate, insieme alla partecipazione del musicista jazz HG Schmidt. I primi dischi, Chrome (1992) e Love Stimulation (1993), sono stati distribuiti dall'etichetta berlinese Masterminded For Success (MFS).
Huntemann è stato responsabile di numerose pubblicazioni e progetti negli anni successivi, tra i quali la fondazione dell'etichetta Confused Recordings, nel 1995, la fondazione del Super 8 Studios e varie pubblicazioni; inoltre ha lavorato per aumentare la notorietà degli preudonimi "H-Man" e "Rekorder", creati insieme a Stephan Bodzin. È rappresentato da etichette come Cocoon Recordings e da Datapunk, fondata da Anthony Rothers. Il suo primo album Too Many Presents For One Girl (2004) è stato pubblicato dall'etichetta da lui fondata, Confused Recordings, mentre il secondo album Fieber (2006) è stato pubblicato in collaborazione con International Deejay Gigolos, proprietà di DJ Hells.
All'inizio del 2007 è stata pubblicata una registrazione di un concerto di DJ al D-Edge Club di San Paolo, del 29 settembre 2006, con il titolo PLAY! 01. La continuazione, PLAY! 02, è stata registrata al Rex Club di Parigi il 22 febbraio 2008 e pubblicata poco tempo dopo. È stato prodotto un singolo per ciascuna di queste compilation: São Paulo ep e Paris ep.

## Discografia
Album
- 2004 - Too Many Presents For One Girl (Confused Recordings)
- 2006 - Fever (Confused Recordings/Gigolo Records)
- 2009 - H-3 (Ideal Audio)
- 2011 - Paranoia (Ideal Audio)
- 2017 - Propaganda (Senso Sounds)

Singoli
- 1995 - Styles (Confused Recordings)
- 1996 - Electric City (Confused Recordings)
- 1997 - Playground (Confused Recordings)
- 2000 - Alte Liebe (Confused Recordings)
- 2001 - Wildes Treiben (Confused Recordings)
- 2001 - Phreaks 2.1 (Panik)
- 2003 - DiscoTech (Confused Recordings/Zomba)
- 2003 - Freeze (Confused Recordings)
- 2003 - DiscoTech UK Mixes (Confused Recordings)
- 2005 - Sweet Sensations (Confused Recordings/Gigolo Records)
- 2005 - Terminate The Fire (con Chelonis R. Jones) (Dance Electric)
- 2005 - Broadcast Service (Dance Electric)
- 2006 - Fieber Remixes (Confused Recordings)
- 2006 - Fieber Remixes (Confused Recordings)
- 2006 - German Beauty (Confused Recordings)
- 2007 - PLAY! 01 ep: São Paulo (Confused Recordings)
- 2007 - Hamburger Berg (Confused Recordings)
- 2008 - PLAY! 02 ep: Paris/La Boum (Confused Recordings)
- 2009 - Rikarda (Ideal Audio)
- 2009 - Shanghai Spinner (Ideal Audio)
- 2010 - PLAY! 03 ep: NYC/Decks And The City (Ideal Audio)
- 2012 - PLAY! 04 ep: Tasmanian Tiger/Melbourne (Ideal Audio)
- 2013 - Licht & Schatten (Ideal Audio)
- 2014 - Blitz & Donner (Senso Sounds)
- 2014 - PLAY! 05 ep: Schnitzel/Vienna (Senso Sounds)

Collaborazioni
- 1998 - Bass Heavy/Strip (con Elektrochemie LK) (Confused Recordings)
- 2005 - The Motorist (con Winter) (Confuso)
- 2006 - Black EP (con Bodzin) (Gigolo)
- 2006 - Black Sun (con Bodzin) (Datapunk)
- 2008 - Diablo (con Dubfire) (Cocoon)
- 2008 - Dios (con Dubfire) (Ideal)
- 2010 - Elements Vol. 1: Fuego (con Dubfire) (Ideal Audio)
- 2011 - Elements Vol. 2: Terra (con Dubfire) (Ideal Audio)
- 2013 - Elements Vol. 3: Aire (con Dubfire) (Ideal Audio)
- 2014 - Elements Vol. 4: Agua (con Dubfire) (Ideal Audio)

Rekorder (con Stephan Bodzin)
- Rekorder 00 – Rekorder 10

H-Man (con Stephan Bodzin)
- 2001 - Sandra (Giant Wheel)
- 2004 - Manga/Flip Flop (Giant Wheel)
- 2005 - Spacer/Rock This Place (Giant Wheel)
- 2005 - Mimi (Giant Wheel)
- 2006 - Turbo EP (Giant Wheel)
- 2006 - 51 Poland Street (Giant Wheel)

Remix
- Siân – Shame Cube
- Abe Duque feat. Virginia – Following My Heart
- Kollektiv Turmstrasse – Melodrama
- Extrawelt – Trümmerfeld
- Rex the Dog – I Can See You, You Can See Me
- Cirez D. – Teaser
- Underworld – Crocodile
- The Chemical Brothers – Do It Again
- 2raumwohnung – 36 Grad
- Depeche Mode – Everything Counts
- J. Mowbray feat. D. Ramirez – I Choose Anger
- Yello – Oh Yeah!
- Moonbootica – Pretty Little Angel
- Yoshimoto – Du What U Du
- Ascii Disko – Black Metal
- Coburn – Technology
- John Dahlbäck – The Bad Giant
- Benni Benassi – I Know What You Do
- R.S.P. – Funkanoid
- Robbie Tronco – Fright Train

Compilation
- 1998 - Stammheim Heimfidelity 2 (Confused Recordings)
- 2007 - PLAY! 01 Live San Paolo (Confused Recordings)
- 2008 - PLAY! 02 Live Parigi (Confused Recordings)
- 2010 - PLAY! 03 Live New York (Ideal Audio)
- 2012 - PLAY! 04 Live Melbourne (Ideal Audio)
- 2014 - PLAY! 05 Live Vienna (Senso Sounds)